# Noma (餐廳)
Noma餐廳（英語：Noma），於2004年由雷勒·雷哲度於丹麥哥本哈根創立，是米其林三星餐廳。

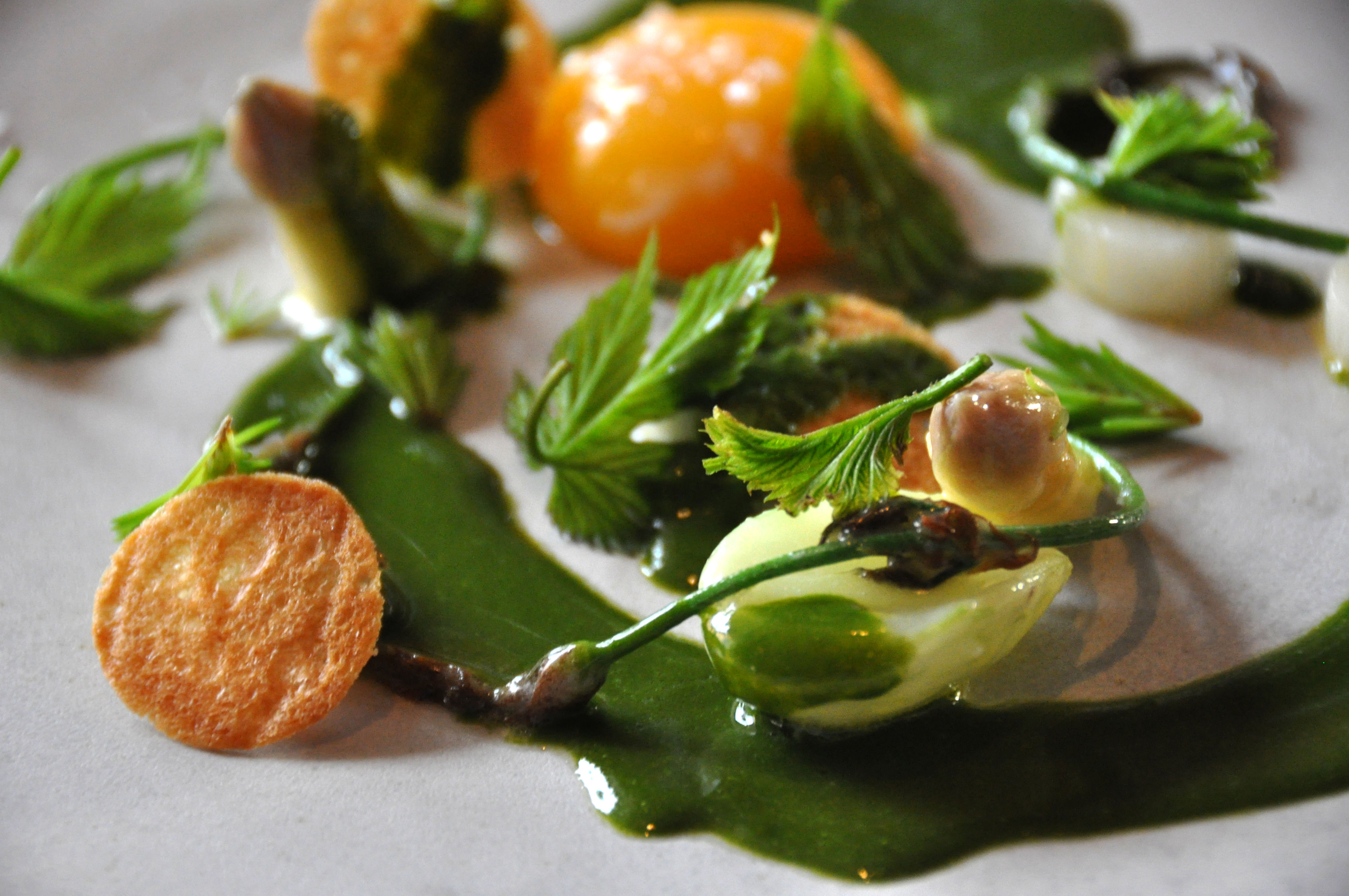
白笋配水煮嫩蛋黄和香猪殃殃酱.

而在2010、2011至2012年被評選為全球50大最佳食府。
由於有顧客集體食物中毒，經丹麥衞生部門發現源頭來自餐廳一名患病員工，同時批評餐廳未有即時通報，忽視員工不適的電郵，導致患病員工仍可於廚房工作。。
其後不獲米其林三星餐廳行列。
2021年:米其林指南二星升為三星餐廳

## 連結
- www.noma.dk（页面存档备份，存于）